# 烟雨江南
烟雨江南，男，本名邱晓华，中国籍网络作家、中国作家协会会员，代表作《尘缘》、《狩魔手记》、《永夜君王》。

## 生平
2003年开始写作，2010年，入选中国作家协会。

## 作品
- 《亵渎》, 朝华出版社，2005年

- 《尘缘》，新世界出版社，2010年[4]

- 《狩魔猎记》，上海锦绣文章出版社，2010年[5][6]